# 331-й самохідно-артилерійський полк (Україна)
331-й гвардійський самохідно-артилерійський Карпатський полк (331 САП, в/ч А0975) — артилерійський підрозділ 128-ї гвардійської механізованої дивізії 38-го армійського корпусу Західного оперативного командування, який був розформований у 2003 році, після переформування дивізії у бригаду.

## Історія
В 1991 році 331-й гвардійський артилерійський полк (в/ч 33073) отримав самохідні артилерійські установки від виведених частин із Західної Групи військ й був перетворений на 331-й гвардійський самохідно-артилерійський полк. Після проголошення незалежності України полк в складі 128-ї механізованої дивізії 38-ї загальновійськової армії поповнив лави Збройних Сил України. Особовий склад полку склав присягу на вірність народу України.
На території полку знаходились казарми, санітарна частина, штаб, їдальня, клуб, кафе-магазин, караульні, складські та технічні приміщення. Дислокувалось понад 150 вантажних автомобілів. Після розформування частини закрите військове містечко занепало.
Станом на 1990 рік, на озброєнні полку перебували:
- 152-мм самохідна гаубиця 2СЗ «Акація» — 36
- Реактивна система залпового вогню БМ-21 «Град» — 12
- Мобільний розвідувальний пункт ПРП-3 «Вал» — 1
- Мобільний розвідувальний пункт ПРП-4 — 4
- Машина управління вогнем артилерії 1В18 — 6
- 1В19 — 2
- Р-145БМ — 1
- БТР-70